# 제7회 아이돌 육상 풋살 양궁 선수권대회
《제7회 아이돌 육상 풋살 양궁 선수권대회》는 추석을 맞아 2013년 9월 19일, 9월 20일 이틀에 걸쳐 2회 방송한 문화방송의 텔레비전 프로그램이다. 경기도 고양시 고양종합운동장에서 육상, 양궁 종목, 고양체육관에서 풋살 종목이 개최되었으며, 160여 명의 국내 아이돌 연합이 참여하여 프로그램을 진행하였다.

## 참가자
- A팀 : 미쓰에이, 2AM, 레인보우, 틴탑, 백퍼센트, B1A4, 타히티, 에이젝스
- B팀 : 인피니트, EXO, 걸스데이, 헨리, 달샤벳, AOA, 테이스티
- C팀 : ZE:A, 나인뮤지스, 쥬얼리, 유키스, 빅스, 스피카
- D팀 : 엠블랙, 비스트, 노지훈, 시크릿, 에이핑크, 비투비, B.A.P, 헬로비너스
- E팀 : 손진영, 쇼리 J, 김경진, 구자명, 마이네임, 빅스타, 미스터미스터, 퓨어, 리듬파워, 레드애플, 소년공화국, 뉴이스트, 엠파이어, 케이 헌터, 레이디스 코드, 베스티, 쇼콜라, 스텔라, 크레용팝, 파이브돌스, EXID, 와썹, 타이니지, 스카프

## 우승자

### 육상
| 종목                  | 금              | 금      | 은                | 은      | 동                            | 동      |
| --------------------- | --------------- | ------- | ----------------- | ------- | ----------------------------- | ------- |
| 남자 100m 달리기      | 상훈 (백퍼센트) |         | 이민혁 (비투비)   |         | 이호원 (인피니트)             |         |
| 여자 100m 달리기      | 가은 (달샤벳)   |         | 수진 (와썹)       |         | 지수 (타히티)                 |         |
| 여자 200m 경보 릴레이 | AOA             | 51.05   | 스피카            | 53.10   | 에이핑크                      | 53.36   |
| 남자 높이뛰기         | 이민혁 (비투비) | 1.7m    | 니엘 (틴탑)       | 1.7m    | 종업 (B.A.P) & 육성재(비투비) | 1.65m   |
| 여자 높이뛰기         | 지아 (미쓰에이) | 1.2m    | 고나은 (레인보우) | 1.15m   | 페이 (미스에이)               | 1m      |
| 남자 400m 릴레이      | 인피니트        | 52.05   | 틴탑              | 52.42   | B.A.P                         | 53.70   |
| 여자 400m 릴레이      | 에이핑크        | 1:11.30 | 달샤벳            | 1:11.87 | 레인보우                      | 1:13.47 |

### 양궁
| 종목      | 금             | 금 | 은             | 은 | 동           | 동 |
| --------- | -------------- | -- | -------------- | -- | ------------ | -- |
| 남자 단체 | B1A4 (A팀)     | 83 | 엠블랙 (D팀)   | 78 | ZE:A (B팀)   |    |
| 여자 단체 | 레인보우 (A팀) | 77 | 걸스데이 (B팀) | 63 | 시크릿 (D팀) |    |

### 풋살
| 종목 | 금  | 은  | 동  |
| ---- | --- | --- | --- |
| 풋살 | D팀 | A팀 | C팀 |

| 팀 1     | 결과             | 팀 2     |          |          |
| 준결승전 | 준결승전         | 준결승전 | 준결승전 | 준결승전 |
| -------- | ---------------- | -------- | -------- | -------- |
| B팀      | 2 – 2 (PK 0 – 3) | D팀      |          |          |
| A팀      | 4 – 3            | C팀      |          |          |
| 결승전   |                  |          |          |          |
| D팀      | 4 – 2            | A팀      |          |          |

## 종합
| 순위 | 팀  | 금 | 은 | 동 | 합계 |
| ---- | --- | -- | -- | -- | ---- |
| 1    | A팀 | 4  | 4  | 2  | 10   |
| 2    | D팀 | 4  | 2  | 5  | 11   |
| 3    | B팀 | 3  | 2  | 2  | 7    |
| 4    | C팀 | -  | 1  | 1  | 2    |
| 5    | E팀 | -  | 1  | -  | 1    |

## 시청률
| 회차  | 방송일          | TNmS 시청률    | TNmS 시청률  | AGB 시청률     | AGB 시청률   |
| 회차  | 방송일          | 대한민국(전국) | 서울(수도권) | 대한민국(전국) | 서울(수도권) |
| ----- | --------------- | -------------- | ------------ | -------------- | ------------ |
| 제1회 | 2013년 9월 19일 | 9.0%           | 10.3%        | 9.3%           | 10.1%        |
| 제2회 | 2013년 9월 20일 | 8.2%           | 9.0%         | 8.1%           | 8.8%         |

## 에피소드
- 이번회부터 풋살이 처음으로 종목이 개설되었다.
- 제국의 아이돌의 김동준이 100m 달리기 결승에는 개인상 이유로 기권하게 되었다.

## 최우수 선수
이날 대회에서 최우수 선수는 금메달 1개 은메달 2개를 딴 인피니트 전 멤버 이호원이 차지했다.

## 같이 보기
- 제1회 아이돌 스타 육상 선수권 대회 : 2010년 추석 특집
- 제2회 아이돌 스타 육상·수영 선수권 대회 : 2011년 설날 특집
- 제3회 아이돌 스타 육상 선수권 대회 : 2011년 추석 특집
- 제4회 아이돌 스타 육상·수영 선수권 대회 : 2012년 설날 특집
- 제5회 아이돌 스타 올림픽 : 2012년 2012년 하계 올림픽 특집
- 제6회 아이돌 스타 육상 양궁 선수권 대회 : 2013년 설날 특집